# Hans Bowski
Hans Bowski – as lotnictwa niemieckiego Luftstreitkräfte z 5 potwierdzonymi  zwycięstwami w I wojnie światowej.

## Informacje ogólne
Hans Bowski służył w Jagdstaffel 14 od wiosny 1917 roku pod dowództwem Rudolpha Bertholda. Pierwsze zwycięstwo odniósł 29 maja nad samolotem Spad. Ostatnie nad balonem obserwacyjnym 23 sierpnia. 3 września 1917 roku został ranny. W styczniu 1918 roku po okresie rekonwalescencji został przydzielony do eskadry Jagdstaffel 51, jednak nie odniósł więcej zwycięstw. Jego los po wojnie nie jest znany. Latał na samolocie Albatros D.III.